# Mniophilosoma obscurum
Mniophilosoma obscurum là một loài bọ cánh cứng trong họ Chrysomelidae. Loài này được Gillerfors miêu tả khoa học năm 1986.